# Степенен ред
Степенните редове са безкрайни редове от вида:
{\displaystyle f(z)=\sum _{n=0}^{\infty }a_{n}z^{n}=a_{0}+a_{1}z+a_{2}z^{2}+a_{3}z^{3}+\cdots }
където an са коефициенти, независещи от променливата z.